# Русская Шуриновка
Русская Шуриновка — деревня в Вадинском районе Пензенской области. Входит в состав Вадинского сельсовета.

## География
Деревня расположена в северо-западной части области на расстоянии примерно в 7 километрах по прямой к северо-востоку от районного центра Вадинска.
Часовой пояс
Деревня Русская Шуриновка как и вся Пензенская область, находится в часовой зоне МСК (московское время). Смещение применяемого времени относительно UTC составляет +3:00.

## Население
| 2010 |
| ---- |
| 2    |

Национальный состав
Согласно результатам переписи 2002 года, в национальной структуре населения русские составляли 97 % из 40 чел..